# Adolf Steffens
Herman Joseph Frans Adolf (Adolf) Steffens (Jülich, 29 augustus 1789 - Horst, 23 maart 1865) was een Nederlands burgemeester. Hij bekleedde dit ambt voor de gemeente Horst van 1815 tot 1818 en van 1823 tot 1830. Hij was tevens de laatste rentmeester van Kasteel Meerlo en tot aan zijn dood in 1865 kantonrechter in Horst. Ook was hij lid van de provinciale staten van Limburg.
De Steffensstraat in Horst is naar hem vernoemd, maar ook naar zijn zoon die eveneens Adolf heette. Laatstgenoemde was inspecteur van de posterijen in Noord-Holland en Utrecht en schrijver van geschiedenisboeken over Horst, Asselt en Swalmen.